# Goniodoridella
Goniodoridella is een geslacht van weekdieren uit de klasse van de Gastropoda (slakken).

## Soorten
- Goniodoridella borealis Martynov, Sanamyan & Korshunova, 2015
- Goniodoridella savignyi Pruvot-Fol, 1933